# نصر الدين مراد خان
نصر الدين مراد خان (1904 - 1970) هو مهندس معماري باكستاني وُلد في روسيا. يُعرف بكونه مُصمّم «منارة باكستان» التي يبلغ ارتفاعها حوالي 60 مترا، وتعتبر النصب الوطني لباكستان. وقد صمم أيضا ملعب القذافي في لاهور، والعديد من المباني البارزة.

## مسيرته

### حياته المُبكِّرة
ولد مراد خان سنة 1904 لعائلة مسلمة من الكوميكيين، في منطقة شمال القوقاز في داغستان التي تقع في الإمبراطورية الروسية (سابقا جزء من الاتحاد السوفياتي، والآن تابعة لروسيا). في عام 1930، حصل على درجة الهندسة المدنية من معهد المهندسين المعماريين ومخططي المدن والمهندسين المدنيين في جامعة لينينغراد الحكومية (الآن جامعة سانت بطرسبرغ الحكومية). في وقت لاحق، حصل أيضا على شواهد في العمارة والتخطيط العمراني من نفس الجامعة.

### المنفى
حرص مراد خان على تحرير منطقة القوقاز المسلمة من السيطرة السوفياتية. ونتيجة لذلك، اضطر إلى الفرار من داغستان - خوفًا على حياته - إلى ألمانيا سنة 1944. وبقي كلاجئ في أحد المخيمات التي أنشأتها إدارة الأمم المتحدة للإغاثة والتأهيل (UNRRA) في برلين، وانتقل بعد ذلك إلى ميتنفالد حيث تزوج من «حميدة أكموت» سنة 1946، وهي لاجئة تركية.
بعد المنفى الذي دام ست سنوات في ألمانيا الغربية، هاجر مراد خان مع عائلته إلى باكستان في عام 1950.

### وفاته
توفي مراد خان على إثر نوبة قلبية في 15 أكتوبر 1970.

## صور

بعض من مساهمات مراد خان المعمارية
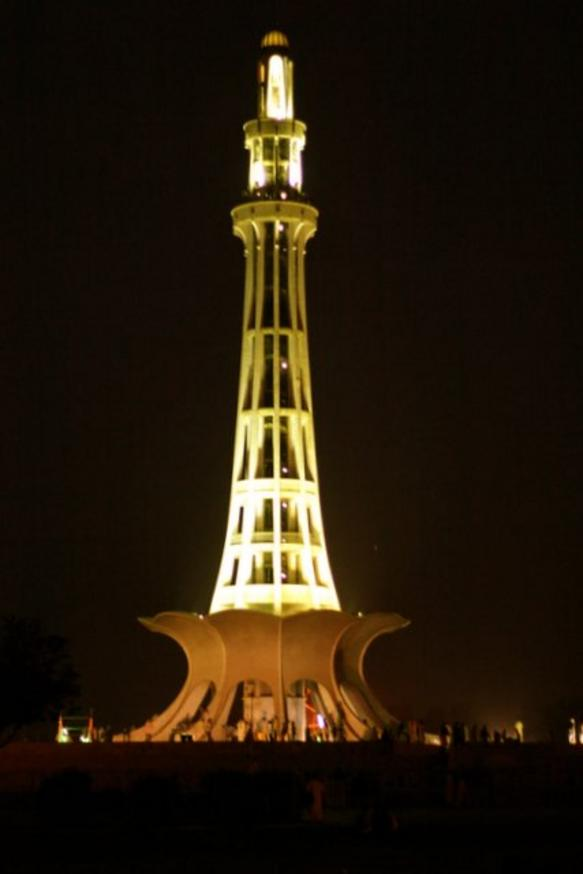
منارة باكستان ليلا
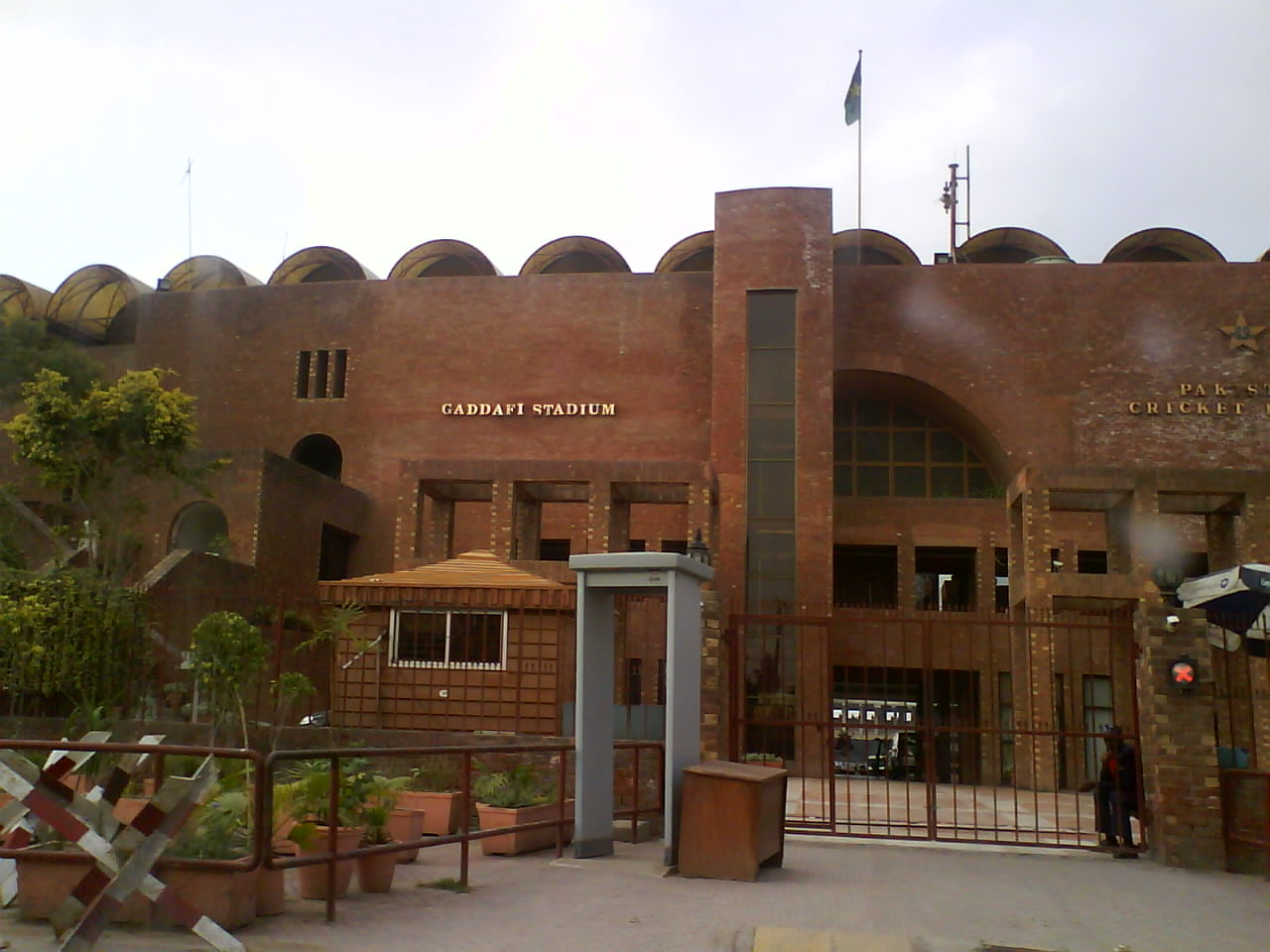
ملعب القذافي بمدينة لاهور